# Jake LaMotta
Giacobbe La Motta (10. juli 1922 – 19. september 2017), kendt under navnet Jake LaMotta, med øgenavnene "The Bronx Bull" og "The Raging Bull", er en tidligere bokseverdensmester i mellemvægt. Hans liv har været omtrent lige så omtumlet udenfor som indenfor ringen, og er blevet filmatiseret i Tyren fra Bronx med Robert De Niro i titelrollen.

## Boksekarriere
LaMotta, der var født i Bronx, begyndte at bokse i en meget tidlig alder, da hans far fik ham til at kæmpe mod andre børn i nabolaget som underholdning for de voksne. Penege han tjente på disse kampe gik til huslejen. Efter en periode i skole vendte han tilbage til boksningen i 1941 i en alder af 19.
LaMotta, som opnåede en rekordliste på i alt 83 professionelle sejre (heraf 30 på knockout), 19 nederlag og 4 uafgjorte var den første, som besejrede den ellers uovervindelige Sugar Ray Robinson, da han vandt på point efter 10 runder i deres anden indbyrdes kamp af seks. Dette var den eneste kamp LaMotta vandt over Robinson. 
I 1947 tabte han til Billy Fox. Senere blev kampen stærkt kontroversiel, da LaMotta senere i 1960 under en afhøring for USA's Senat afslørede at han havde tabt kampen med vilje. Baggrunden var en aftale med mafiaen om en stor titelkamp, hvor LaMottas odds ville være lavere pga. det nylige nederlag. LaMotta forsvarede sig siden med at det ikke var usædvanligt med fiksede kampe dengang, det usædvanlige var blot at han havde indrømmet det.[kilde mangler] Høringen og LaMottas vidneudsagn var en medvirkende faktor til, at mafiaens og gangsteren Frankie Carbos indflydelse i amerikansk professionel boksning blev stækket.
LaMotta blev verdensmester i 1949 i Detroit efter en sejr over franskmanden Marcel Cerdan, hans arm var gået af led  i 1. runde og han måtte opgive kampen inden 10. runde begyndte. Der blev arrangeret en revanchekamp, men Cerdans fly styrtede ned over Azorerne på vej til kampen.
LaMotta blev kun slået ud én gang (af Danny Nardico) i hans i alt 106 kampe i løbet af karrieren, og da han ellers kun havde lidt nederlag efter T.K.O. eller på point blev kendt for han have en stærk kæbe.

## Tyren fra Bronx
Kort for 1980 blev LaMotta tilbudt en filmatisering af hans biografi Raging Bull: My Story fra 1970. Filmen, Tyren fra Bronx, blev instrueret af Martin Scorsese og havde Robert De Niro i hovedrollen. Filmen fik i begyndelsen kun en begrænset succes, men vandt siden stor kunstnerisk anerkendelse. Filmen portrætterede LaMotta som voldelig og problematisk person, der endda slog sin bror og manager Joey LaMotta ned pga. mistanken om en affære med sin kone Vikki LaMotta.